# Camiel Vyncke
Camiel Vyncke (Maldegem, 18 november 1940) is een voormalig Belgisch wielrenner.
Als neo-prof reed hij in 1964 zowel de Giro als de Tour uit.

## Resultaten in voornaamste wedstrijden
| Jaar | Ronde van Italië | Ronde van Frankrijk | Ronde van Spanje |
| ---- | ---------------- | ------------------- | ---------------- |
| 1964 | 31e              | 42e                 |                  |
| 1966 |                  |                     |                  |

| Jaar | Luik-Bast.‑Luik |
| ---- | --------------- |
| 1964 |                 |
| 1966 | 28e             |

Wielerploegen van Camiel Vyncke
Andries ·
Aper ·
Binggeli ·
Blockx ·
Bocklant ·
Boonen ·
Boucquet ·
Brands ·
Cooreman ·
Corstjens ·
Couchez ·
De Loof ·
E. Demunster · 
L. Demunster ·
De Neef ·
Deloof ·
Deville ·
Dujardin ·
Eeckhout ·
Esprit ·
Eugen ·
Everaerts ·
Foré ·
Gekière ·
Gevaert ·
Goots ·
Haelterman ·
Haven ·
Heuvelmans ·
Hoevenaars ·
Jongen ·
Lauwers ·
Lenaers ·
Meert ·
Nolmans ·
Ongenae ·
Peelen ·
Planckaert ·
Post ·
Reybrouck ·
Roman ·
Rüegg ·
Samyn ·
Marcel Seynaeve ·
Michel Seynaeve ·
Suárez ·
Thull ·
Vandenberghe ·
Van Der Vloet ·
Van Poucke ·
Van Tongerloo ·
Vanclooster · 
L. Van Damme · 
R. Van Damme ·
Vandecaveye ·
Vanden Berghen ·
Vanhevel ·
Vanneste ·
van de Ven ·
Vannitsen ·
Vrancken · 
Vyncke ·
van der Vleuten ·
Zilverberg
Andries ·
Baudeweijns ·
Beheydt ·
Blockx ·
Bocklant ·
Boonen ·
Boons ·
Bosmans ·
Boucquet ·
Brands ·
Claes ·
Corstjens ·
Couchez ·
De Loof ·
Demunster (vanaf 14/06) · 
De Pré ·
De Wilde ·
Delameilleure ·
Delefortrie ·
Eeckhout ·
Esprit ·
Eugen ·
Everaerts ·
Foré ·
Frennet ·
Gaelens ·
Gekière ·
Gevaert ·
Gomes de Carvalho ·
Goots ·
Haelterman ·
Haven ·
Hoogewijs ·
Hoskens (vanaf 18/08) ·
Houbrechts ·
Huygens ·
R. Joosen ·
M. Joosen ·
Kindermans ·
Lauwers ·
Lenaers ·
Leijten ·
Meert ·
Miele ·
Molenaers ·
Nolmans ·
Ongenae ·
Planckaert ·
Post ·
Reybrouck ·
Roman ·
Samyn ·
Schütz ·
Sersté ·
Steyaert ·
Thomaes ·
Van De Rijse (vanaf 09/06) ·
Vandenberghe ·
Van Haverbeke ·
Van Loo ·
Van Poucke ·
Van Tongerloo ·
Van Vlierberghe ·
Van Wynsberghe ·
Vanclooster · 
Van Damme ·
Vandromme ·
Vanheste (vanaf 16/05) ·
Vanhevel ·
van de Ven ·
Vergauwe ·
Vermaelen ·
H. Vrancken ·
R. Vrancken · 
Vyncke ·
van der Vleuten